# Emmanuel Faye
Emmanuel Faye (* 1956) ist ein französischer Philosoph und Professor für Philosophie der Neuzeit an der Universität Rouen. Er ist der Sohn des Schriftstellers und Philosophen Jean-Pierre Faye.

## Heidegger-Debatte
Innerhalb der Debatte um Martin Heidegger nahm Faye durch seine im Jahr 2005 in Frankreich und 2009 in Deutschland erschienene Publikation Heidegger: Die Einführung des Nationalsozialismus in die Philosophie die Position ein, dass Heideggers Bücher zu den rein nationalsozialistischen Schriften gehören. Die dort erstmals getätigte Aussage, der von Hans Frank gegründete Ausschuss für Rechtsphilosophie sei an der Vorbereitung der Nürnberger Gesetze beteiligt gewesen, wurde von Faye seitdem mehrfach wiederholt und hat entschiedenen Widerspruch in der Debatte über Martin Heidegger und Fake News hervorgerufen: Sie sei „frei erfunden“. In einem mit François Rastier und Sidonie Kellerer verfassten Zeitungsartikel wurde Heidegger von Faye im Jahr 2015 mit dem Auschwitz-Kommandanten Rudolf Höß verglichen.

## Veröffentlichungen (auf Deutsch)
- Heidegger. Die Einführung des Nationalsozialismus in die Philosophie. Im Umkreis der unveröffentlichten Seminare zwischen 1933 und 1935. Matthes & Seitz, Berlin 2009.
- Der Nationalsozialismus in der Philosophie: Sein, Geschichtlichkeit, Technik und Vernichtung in Heideggers Werk. In: Hans Jörg Sandkühler (Hrsg.): Philosophie im Nationalsozialismus. Felix Meiner Verlag, Hamburg 2009, S. 133–155.
- Heidegger gegen alle Moral. In: Fritz Bauer Institut, Werner Konitzer, Raphael Gross (Hrsg.): Moralität des Bösen, Ethik und nationalsozialistische Verbrechen. Jahrbuch 2009. Campus Verlag, Frankfurt/New York 2009, S. 210–231.
- Nationalsozialismus und Totalitarismus bei Hannah Arendt und Aurel Kolnai. In: L. Scherzberg (Hrsg.): „Doppelte Vergangenheitsbewältigung“ und die Singularität des Holocaust. Universaar, Saarbrücken 2012, S. 61–82.
- Heidegger und das Judentum: Vom Aufruf zur „völligen Vernichtung“ zur Thematisierung der „Selbstvernichtung“. In: Deutsche Zeitschrift für Philosophie. Nr. 63(5), 2015, S. 877–898.
- Eric Voegelins Haltung zum Nationalsozialismus. Überlegungen zum Briefwechsel Krieck–Voegelin (1933–1934). In: Moriz Epple, Johannes Fried, Raphael Gross und Janus Gudian (Hrsg.): „Politisierung der Wissenschaft“. Jüdische Wissenschaftler und ihre Gegner an der Universität Frankfurt vor und nach 1933 (= Schriftenreihe des Frankfurter Universitätsarchivs. Herausgegeben von Notker Hammerstein und Michael Maaser. Band 5). Wallstein Verlag, Göttingen 2016, S. 111–146.
- Kategorien oder Existenzialien. Von der Metaphysik zur Metapolitik. In: Marion Heinz und Sidonie Kellerer (Hrsg.): Martin Heideggers „Schwarze Hefte“. Eine philosophisch-politische Debatte. Suhrkamp, Berlin 2016, S. 100–121.
- Hannah Arendt und Martin Heidegger. Zerstörung des Denkens (= Contradictio – Studien zur Philosophie und ihrer Geschichte. Band 17). Aus dem Französischen übersetzt von Leonore Bazinek. Unter Mitwirkung von Michael Heidemann. Königshausen & Neumann, Würzburg 2024, ISBN 978-3-8260-8711-0.